# Campanula intercedens
Campanula intercedens är en klockväxtart som beskrevs av Johanna A. Witasek. Campanula intercedens ingår i släktet blåklockor, och familjen klockväxter. Inga underarter finns listade i Catalogue of Life.